# ألين إتش غرينفيلد
ألين إتش غرينفيلد (بالإنجليزية: Allen H. Greenfield)‏ هو يوفولوجي ‏ أمريكي، ولد في 1946.